# Hanns Herkendell
Hanns Herkendell, Vorname auch in der Schreibweise Hans (* 2. Juni 1886 in Düsseldorf; † 1958), war ein deutscher Maler und Grafiker der Düsseldorfer Schule.

## Leben

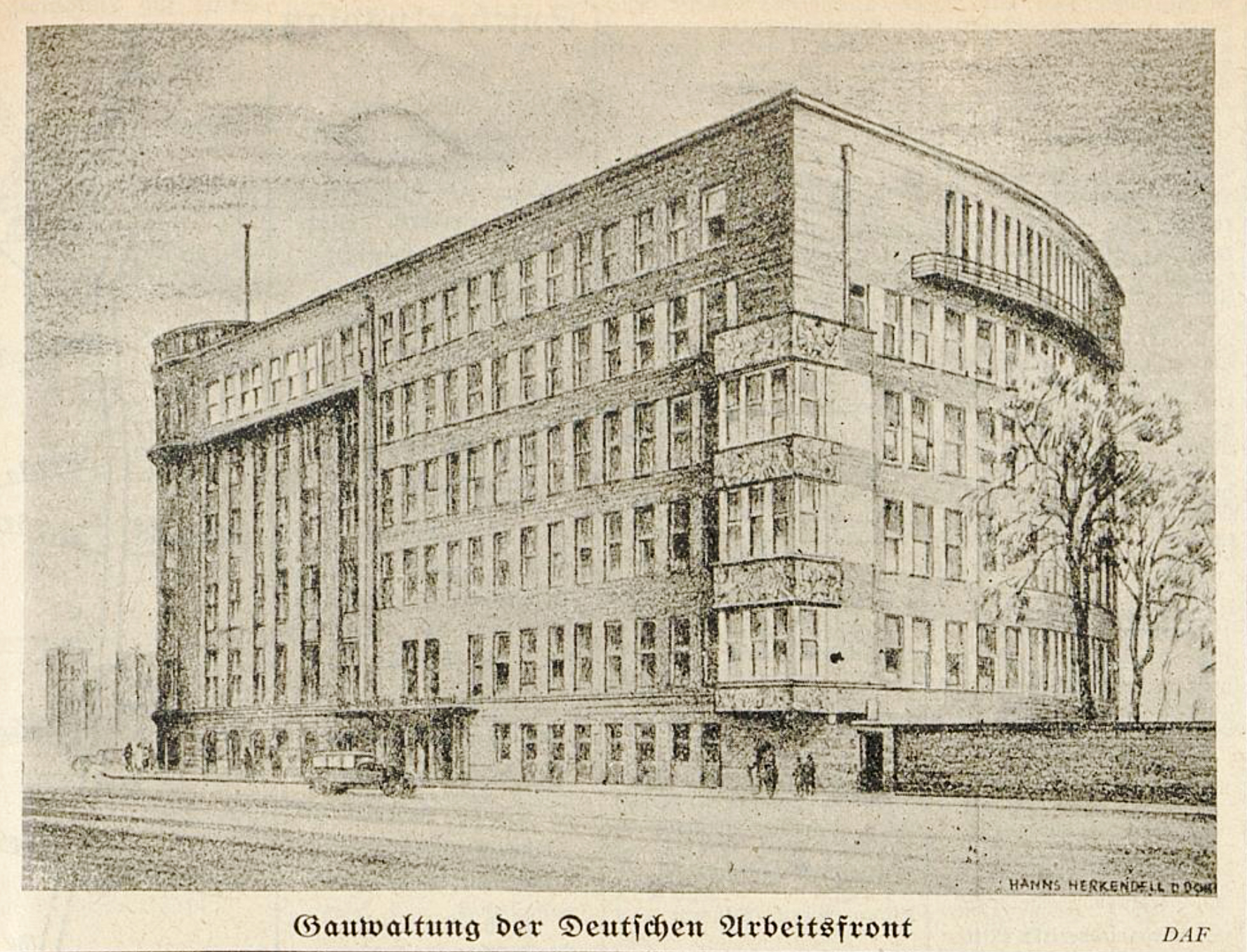
Gauwaltung der Deutschen Arbeitsfront, Architekturzeichnung, 1938

Herkendell war Bruder des Düsseldorfer Malers und Grafikers Friedrich August Herkendell. Er absolvierte eine Lehre als Dekorationsmaler und studierte von 1905 bis 1909 unter Peter Behrens und Fritz Helmuth Ehmcke an der Kunstgewerbeschule Düsseldorf. Wie sein Bruder war er in Düsseldorf tätig. Dort arbeitete er als Landschafts- und Vedutenmaler, Zeichner und Gebrauchsgrafiker. Bekannt wurde er vor allem als Plakatkünstler, etwa durch politische Plakate für die Deutsche Zentrumspartei und die Deutsche Demokratische Partei. Darüber hinaus schuf er Werbeplakate (etwa Theater-, Ausstellungs- und Kinoplakate) sowie Illustrationen für öffentliche und private Auftraggeber. 1914 wurde Düsseldorf als Handels-, Industrie-, Kunst- und Gartenstadt mit Illustrationen von Herkendell von der Stadt Düsseldorf herausgegeben. Für seine Städtewerbung Düsseldorf – die schönste moderne Großstadt am Rhein erhielt er eine Ehrenauszeichnung. Für die Ausstellung Deutsche Kunst Düsseldorf 1928 schuf er einen expressionistischen Reichsadler als Logo. Zusammen mit dem Maler Hans Seyppel gestaltete er die Festschrift „25 Jahre Michelwerke“.
Herkendell war Mitglied des Künstlervereins Malkasten, des Bundes Deutscher Gebrauchsgraphiker und der Prinzengarde Düsseldorf. Für die Malkastenblätter entwarf Herkendell 1957 in Anlehnung an das Muster von Richard Schwarzkopf von 1929 das Vereinswappen. Der Verein widmete ihm 1959 eine Gedächtnisausstellung.